# Cooking Mama 2: Dinner with Friends
Cooking Mama 2: Ai fornelli con gli amici (クッキングママ 2?, Kukkingu Mama Tsū) è il continuo del gioco per Nintendo DS, Cooking Mama prodotto dalla stessa Office Create in contemporanea a Cooking Mama: Cook Off. Il gioco è simile al primo capitolo, ma con l'aggiunta di nuovi personaggi rispetto al primo dove c'era solo Mama e al doppiaggio. Inoltre è possibile cambiare il design della cucina e delle stoviglie ed anche i vestiti di Mama.

## Modalità di gioco
Il menù principale presenta sei voci:
- Cuciniamo!: si cucina per uno dei personaggi, nel caso in cui si commette un errore la partita finisce.
- Cucina con Mama: si preparano le ricette sbloccate a Mama, che aiuterà e permetterà nonostante gli errori commessi.
- Gara di cucina: uno o più giocatori si possono affrontare in wireless in sfide di cucina, come fare palline, sgranare le pannocchie e molte altre.
- Cambia design: si cambia i vestiti di Mama, il design dello schermo superiore e il colore delle stoviglie.
- Aggiorna diario: si decora le foto di alcuni piatti che si possono salvare con a funzione fotodiario al termine della ricetta
- Opzioni: cambia opzioni e/o resetta il gioco

nelle funzioni viene Cuciniamo! e Cucina con Mama viene assegnato una medaglia e un punteggio
- Medaglia d'oro, 100 punti
- Medaglia d'argento, dai 99 ai 75 punti
- Medaglia di bronzo, sotto i 75 punti

## Personaggi
nella modalità cuciniamo si può scegliere fra 10 personaggi, ognuno ha 8 ricette per un totale di 80 ricette:
- Mama
- Chika
- Papà
- Takuya
- Nonna
- Nonno
- Natasha
- Kate
- David
- Ayaka

Una volta sbloccati tutti i personaggi si otterrà un trofeo e si otterrà un secondo trofeo una volta sbloccate tutte le ricette.

## Accoglienza

### Recensioni
| Testata        | Giudizio |
| -------------- | -------- |
| Eurogamer      | 6/10     |
| Famitsu        | 28/40    |
| GameSpot       | 6/10     |
| GameSpy        | 3.5/5    |
| IGN            | 7/10     |
| Nintendo Power | 7/10     |

### Premi
Nel 2007 1P.com ha dato a Cooking Mama 2: Dinner With Friends il premio "Best Console Casual Game". Mentre nel 2008 Cooking Mama 2 ha ricevuto la nomination per il BAFTA Children's Kids Vote Award, ma non lo vinse perché battuta da Hannah Montana.